# Николай и Александра
«Николай и Александра» (англ. Nicholas and Alexandra) — фильм Франклина Шеффнера. Экранизация книги Роберта Масси. Две премии «Оскар».

## Сюжет
Фильм рассказывает о семейной жизни последнего российского императора Николая II. Сюжетная линия тянется с рождения великого князя и цесаревича Алексея и заканчивается расстрелом в Ипатьевском доме. В основном показаны сцены взаимоотношений между Николаем и его супругой, в православии Александрой Федоровной, параллельно представлены сцены петербургской жизни, а также важные события — Кровавое воскресенье, Первая мировая война, революции. На экране появляются также Ленин, Сталин, Троцкий, Керенский, Распутин и множество других исторических лиц.

## В ролях
- Майкл Джестон — император Николай II
- Джанет Сазман — императрица Александра Фёдоровна
- Родерик Нобл[англ.] — цесаревич Алексей
- Фиона Фуллертон — великая княжна Анастасия Николаевна
- Аня Марсон — великая княжна Ольга Николаевна
- Линн Фредерик — великая княжна Татьяна Николаевна
- Кандас Гленденнинг[англ.] — великая княжна Мария Николаевна
- Гарри Эндрюс — великий князь Николай Николаевич (дядя Николаша)
- Айрини Уорт — императрица Мария Федоровна
- Тимоти Уэст — доктор Боткин
- Жан-Клод Дро[англ.] — Пьер Жильяр
- Гай Рольф — профессор Фёдоров
- Джек Хоукинс — граф Фредерикс
- Мартин Поттер — князь Юсупов
- Том Бейкер — Распутин
- Джон Гэллам — Нагорный
- Кэтрин Скофилд — Теглева
- Эрик Портер — Пётр Столыпин
- Лоренс Оливье — Сергей Витте
- Майкл Редгрейв — Сергей Сазонов
- Морис Дехем — Владимир Коковцов
- Ральф Трумэн — Родзянко
- Гордон Гостелоу — Гучков
- Джулиан Гловер — Гапон
- Рой Дотрис — генерал Алексеев
- Джон Форбс-Робертсон — генерал Воейков
- Джон Вуд — полковник Кобылинский
- Джон Макинери — Керенский
- Майкл Брайант — Ленин
- Брайан Кокс — Троцкий
- Вивьен Пиклс — Крупская
- Джеймс Хазельдин — Сталин
- Стефен Грейф — Мартов
- Стивен Беркофф — Панкратов
- Дэвид Гилс — Голощёкин
- Иэн Холм — комиссар Яковлев
- Алан Вебб — комиссар Юровский
- Александер Нокс — американский посол
- Жорж Риго[фр.] — французский посол Морис Палеолог

## Создание

### Подготовка
Продюсер Сэм Шпигель занялся «Николаем и Александрой», когда ему запретили работать с режиссёром Дэвидом Лином над «Доктором Живаго», действие которого также происходило на фоне революционной России. Шпигель оттолкнул Лина, когда они вместе работали над фильмом «Лоуренс Аравийский», оказывая давление на режиссёра-перфекциониста, чтобы фильм был закончен вовремя. Шпигель изначально пытался снять «Николая и Александру», не покупая прав на книгу Роберта К. Мэсси, утверждая, что исторический отчет был общественным достоянием, но, в конце концов, Шпигель выкупил права и нанял сценариста Джеймса Голдмана для адаптации книги Мэсси в качестве сценария.
Голдман, который написал популярную пьесу и фильм «Лев зимой», работал над черновиком за черновиком, поскольку режиссёры приходили и уходили (Джордж Стивенс, Энтони Харви, Джозеф Манкевич, Чарльз Жарро, Джек Голд, Кен Рассел, Линдсей Андерсон и Джон Бурмен — все они были прикреплены к проекту в какой-то момент). После просмотра «Паттона» Голдман порекомендовал Франклина Шеффнера.

### Съемки
Шпигель обратился к бывшим коллегам Джону Боксу за дизайном постановки и оператору Фредди Янгу (Лоуренс Аравийский), чтобы придать постановке эпический оттенок, который, по его мнению, был необходим. Основные съемки проходили в Испании и Югославии.
Шпигелю пришлось работать с более жесткими бюджетными ограничениями со стороны Columbia Studios, чем раньше. Он хотел, чтобы Питер О’Тул сыграл Распутина, а Ванесса Редгрейв — Александру, но ему было отказано. В фильме снялись такие известные актёры, как Лоуренс Оливье, Айрини Уорт, Майкл Редгрейв и Джек Хокинс, но актёр Рекс Харрисон отказался от роли второго плана, посчитав её слишком маленькой.
Том Бейкер, член Королевского национального театра, был рекомендован на роль Распутина Лоуренсом Оливье, тогдашним директором труппы.

## Восприятие
Несмотря на детальный дизайн постановки, съёмки и сильные выступления актёров, «Николаю и Александре» не удалось найти большую аудиторию, необходимую для финансового успеха. Тем не менее, он был выбран Американским национальным советом по рецензированию как один из 10 лучших фильмов 1971 года.
Сайт-агрегатор обзоров Rotten Tomatoes сообщил, что 67 % критиков дали фильму положительный отзыв на основе 15 рецензий со средним рейтингом 6.20/10. Роджер Эберт из Chicago Sun Times дал фильму две с половиной звезды из четырёх, написав: «Однако, если фильм не совсем активный, он, несомненно, интересен, особенно после интермеццо»
Кинокритик Роберт Холливелл описал «Николая и Александру» как «раздутую эпопею, представляющую случайный интерес, в основном из-за декораций» и «в целом тяжелую постановку», присудив ей одну звезду из возможных четырёх. В 2013 году Алекс фон Тунцельманн написал для The Guardian: «„Николай и Александра“ может похвастаться потрясающими актёрскими работами и великолепным дизайном постановки, но он раздут и громоздок. Здесь больше истории, чем создатели фильма знают, что с ней делать». На Radio Times Том Хатчинсон присудил фильму три звезды из пяти, описав его как «роскошный, хотя и чересчур длинный эпос», который «демонстрирует растяжки от слишком большого количества дополнений» и «ошеломляет нас своими деталями, хотя Том Бейкер очень забавен в роли хитрого мистика Распутина». Стэнли Кауфманн из The New Republic описал фильм как «вялый».

## Историческая достоверность
Есть по крайней мере один анахронизм: Пётр Столыпин был убит в 1911 году, за два года до трёхсотлетия династии Романовых.

## Выпуск на видео
«Николай и Александра» был выпущен на VHS в 1987 году компанией RCA / Columbia Pictures Home Video и переиздан в 1990-х годах компанией Columbia Tristar Home Video.
Фильм выпущен на DVD 27 июля 1999 года компанией Sony Pictures Home Entertainment. На DVD был представлен 14-минутный короткометражный фильм о создании фильма и ещё шесть минут сцен и диалогов, которых не было на предыдущих релизах.
В феврале 2013 года фильм был выпущен на Blu-ray компанией Twilight Time (англ.). На Blu-ray были представлены три короткометражки о производстве фильма, в которых рассказывалось о гриме, дизайне костюмов и актрисах, играющих царских дочерей в фильме. Он также содержал оригинальный трейлер для кинотеатров, а также саундтрек. Последний был представлен в стерео, хотя звук на Blu-ray был представлен в моно. Выпуск Blu-ray был ограничен тиражом всего 3000 копий. Этот фильм также доступен для продажи или проката в Amazon и Apple iTunes Store, при этом онлайн-файл Amazon содержит ещё шесть минут сцен и диалогов, которых нет в файле Apple iTunes.

## Саундтрек
Саундтрек был написан Ричардом Родни Беннеттом.
1. Overture — 2:19
2. Nicholas and Alexandra — 1:26
3. The Royal Children — 1:23
4. The Palace — 1:00
5. Sunshine Days — 3:21
6. Alexandra — 1:18
7. The Romanov Tercentenary — 0:52
8. Lenin in Exile — 1:21
9. The Princessess — 2:20
10. The Breakthrough — 2:35
11. The Declaration of War — 2:55
12. Extracte — 2:40
13. The Journey to the Front — 1:02
14. Military March — 2:40
15. Rasputin’s Death — 1:28
16. The People Revolt — 1:19
17. Alexandra Alone — 1:11
18. Farewells — 2:30
19. Dancing in the Snow — 1:11
20. Departure from Tobolsk — 1:30
21. Elegy — 1:38
22. Epilogue — 1:50

## Награды

### Оскар, 1972
На 44-й церемонии вручения премии Оскар (1972) Николай и Александра получили две награды из шести номинаций:
- Джон Бокс, Эрнест Арчер, Джек Максстед, Гил Паррондо, Вернон Диксон стали лучшими художниками-постановщиками .
- Ивонн Блейк и Антонио Кастильо получили награды за лучший дизайн костюмов .
- Фильм был номинирован на лучший фильм (Сэм Шпигель), лучшую женскую роль (Джанет Сузман), лучшую операторскую работу (Фредди Янг) и лучший оригинальный саундтрек
- (Ричард Родни Беннетт).

### Премия BAFTA
- На 25-й церемонии вручения кинопремии Британской академии кино (1972) Николай и Александра получили три номинации:
  - Джанет Сузман была номинирована на премию «Самый многообещающий новичок в главной роли в кино» .
  - Джон Бокс был номинирован на лучшую художественную постановку .
  - Ивонн Блейк и Антонио Кастильо за лучший дизайн костюмов.

### Премия «Золотой Глобус»
На 29-й церемонии вручения премии «Золотой глобус» (1972) Николас и Александра получили три номинации:
- Том Бейкер был номинирован на лучшую мужскую роль второго плана и «Новую звезду года — актёр» .
- Джанет Сузман была номинирована на премию « Новая звезда года — актриса» .

### Премия «Грэмми»
На 15-й ежегодной премии «Грэмми» (1973) Ричард Родни Беннетт был номинирован на «Лучший оригинальный саундтрек, написанный для кино или телешоу»